# Кыпшак (озеро)
Кыпша́к (каз. Қыпша́қ; другое название Ажибексор) — солёное озеро в Нуринском районе Карагандинской области Казахстана. Относится к бессточному Арало-Каспийскому бассейну.
Озеро Кыпшак располагается в 25 км к юго-западу от озера Тенгиз, на высоте 318,9 м над уровнем моря.
К 1930-м годам водоём почти пересох и превратился в сор (мелоководный солончак). Однако на топографической карте 1989 года водоём вновь отмечен как озеро. По данным 2006 года, площадь зеркала достигает 64,7 км².
В озеро впадают реки Кыпшак и Аккошкар.